# Angliers (Vienne)
Angliers település Franciaországban, Vienne megyében. Lakosainak száma 607 fő (2022. január 1.). Angliers Aulnay, Chalais, La Chaussée, La Roche-Rigault, Guesnes, Martaizé és Mouterre-Silly községekkel határos.

## Népesség
A település népességének változása:
| Lakosok száma | 642  | 635  | 646  | 629  | 623  | 617  | 612  | 606  | 607  |
|               | 2013 | 2015 | 2016 | 2017 | 2018 | 2019 | 2020 | 2021 | 2022 |